# Endochilus weisei
Endochilus weisei – gatunek chrząszcza z rodziny biedronkowatych i podrodziny Coccinellinae.
Gatunek ten został opisany w 1954 roku przez Leopolda Madera.
Chrząszcz o ciele długości od 4,1 do 4,2 mm. Głowa czarna z brązowawymi czułkami i wargą górną. Przedpelcze czarne, bardzo szeroko obrzeżone. Obrzeżenia pokryw szerokie, gęsto i długo oszczecinione. Pokrywy jasnobrązowe z czarnym lub ciemnoczerwonym obrzeżeniem. Linie zabiodrza na pierwszym widocznym sternicie odwłoka na środku szeroko rozdzielone. U obu płci widoczne 5 sternitów odwłokowych.
Gatunek afrotropikalny, znany z Demokratycznej Republiki Konga i Kamerunu.